# Cassandra Fedele

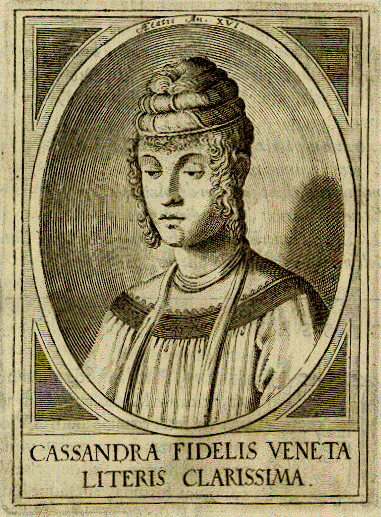
Cassandra Fedele

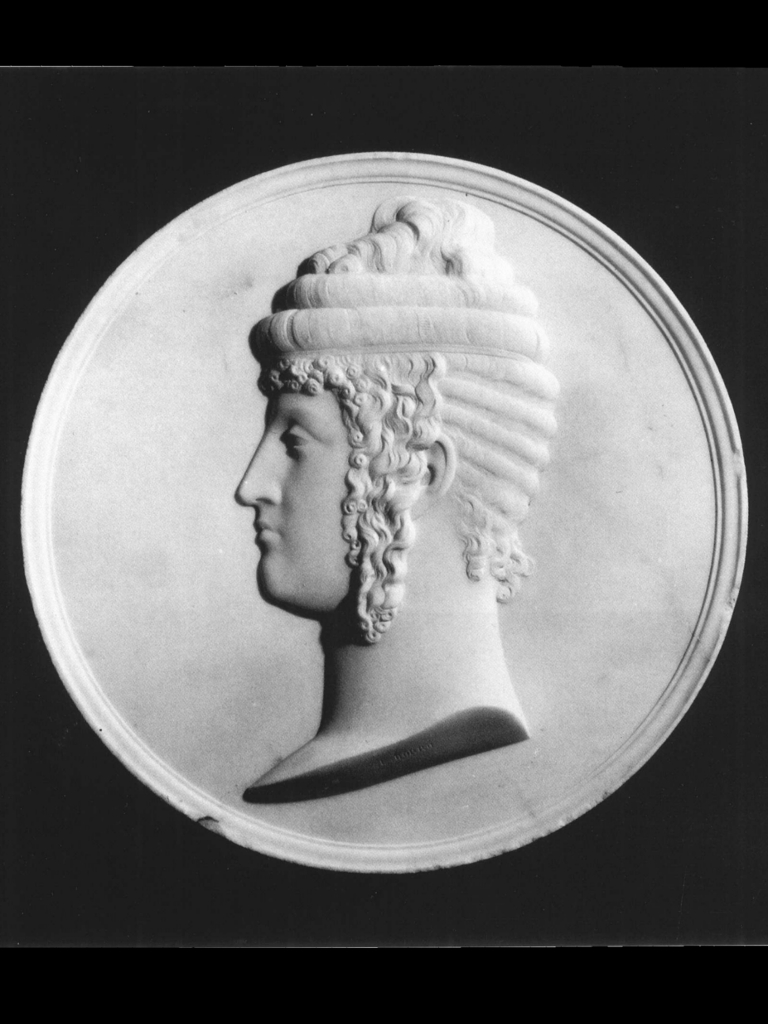
Venetiaanse herdenkingsmedaille (19e eeuw)

Cassandra Fedele (Venetië, 1465 – aldaar, 24 maart 1558) was een Italiaanse humaniste en filologe in de Klassieke Talen. Zij behoorde tot de meest bekende vrouwelijke Italiaanse humanistes in de Renaissance.
Van haar hand zijn brieven, essays en toespraken bewaard. Zij werd 92 jaar doch haar succesvolle periode stopte toen ze 34 jaar werd, het jaar dat ze huwde (1499).

## Levensloop
Fedele groeide op in Venetië, in het gezin van Angelo Fedele en Barbara Leoni. Haar vader was verwant met de Visconti familie en was Milaan ontvlucht. Hij zorgde ervoor dat zij als jong meisje thuisstudie Latijn en Oudgrieks kreeg. Deze Klassieke Talen had ze onder de knie op de leeftijd van 12 jaar. Vervolgens volgde Fedele bij leraren in Venetië privaat onderwijs in filosofie, kunstgeschiedenis, muziek, dialectiek en theologie. 
Universitaire studies mocht Fedele niet doen. Niettemin nodigde de universiteit van Padua haar uit (1487) om een voordracht te geven. Dit was naar aanleiding van het einddiploma van haar neef, Bertucio Lamberto. Fedele was 22 jaar. Padua lag in de republiek Venetië. Haar voordracht in het Latijn was getiteld Oratio pro Bertucio Lamberto en was een ode aan de wetenschap. Op slag was ze een beroemdheid in heel Italië. Haar voordracht werd nog hetzelfde jaar gepubliceerd in Modena (1487), en nadien in Venetië (1488) en in Neurenberg (1489) in het Heilige Roomse Rijk. Eind 15e eeuw correspondeerde Fedele met academici in Padua, met geleerden en edellieden in Italië en daarbuiten. In Venetië sprak ze de Senaat toe om vrouwen toe te laten tot hogere studies. Koningin Isabella van Castilië vroeg Fedele haar te vervoegen aan haar hof. Zij reisde echter niet naar Madrid door de lopende Franse godsdienstoorlogen en omdat doge Agostino Barbarigo haar liever in Venetië hield.
De eerste dertig jaren van haar leven waren het vruchtbaarste in termen van correspondentie en voordrachten. In 1499 – ze was 34 jaar – stopte dit brutaal door haar huwelijk met de arts Gian Maria Mapelli. Fedele’s taken bestonden erin het huishouden te leiden. Fedele en haar man verhuisden naar Kreta (1515), een Venetiaanse kolonie. In Kreta had Mapelli een medische praktijk die betaald werd door de republiek. 
In 1520 voer het echtpaar terug naar Venetië. Het schip leed schipbreuk en alle bezittingen van het echtpaar belandden op de zeebodem. Eind van dat jaar stierf Mapelli. Voor Fedele braken jaren van zware armoede aan. 
Weduwe Fedele schreef in 1521 naar paus Leo X, een Medici, om financiële hulp te bekomen. Haar brief was in het Latijn opgesteld. Ze had nog met hem in de jaren 1490 gecorrespondeerd toen deze aan het hof van Firenze (Florence) leefde. Ze beschreef haar ongelukkige situatie en in qua calamitate mihi tuo praesidio necesse est (en in deze rampspoed is uw voorsprak nodig voor mij). Paus Leo X reageerde niet.
Fedele schreef nogmaals naar Rome in 1547, naar paus Paulus III. Ze zat al jaren financieel aan de grond. Ze vermeldde vitam per extrema omnia duco (ik leid een leven door alle mogelijke extremen). Paus Paulus III verplichtte de Senaat van Venetië haar te benoemen tot overste van het klooster van San Domenico. Dit klooster in de stad Venetië hield zich bezig met weeskinderen. Fedele leefde er voor de rest van haar leven. Nog eenmaal trad ze op de publieke voorgrond (1565); dat was toen de koningin-moeder van Polen, Bona Sforza, een bezoek bracht aan Venetië. Fedele, 90 jaar, bracht in het Latijn een welkomstvoordracht. De toespraak is bewaard gebleven. Koningin Bona Sforza schonk haar als beloning een halsketting, die Fedele achteraf afstond aan de doge Sebastiano Veniero.
Na haar dood in 1558 werd Fedele begraven in de kerk van het weeshuis. Op haar graftombe kwam een portret van haar toen ze zestien jaar was, als jonge filologe.